# Esperanza de Mi Cautivo
Esperanza de Mi Cautivo es un caserío peruano ubicado en el distrito de Tambogrande, perteneciente a la provincia y departamento de Piura, al norte del Perú. 

## Ubicación
Esperanza de Mi Cautivo se ubica al noreste de la provincia de Piura, en el distrito de Tambogrande, en el departamento de Piura.

## Demografía
En 2017 Esperanza de Mi Cautivo tenía una población de 670 habitantes.